# 亞洲遊戲展
亞洲遊戲展是以電玩為主的香港大型展覽，2002年12月首次舉辦，2005年起再加入數碼產品展覽，每年聖誕節在香港會議展覽中心舉行。於2012年結束舉辦。

## 起源
亞洲第二個區域性的遊戲展（第一个于1993年在台湾主办），前身是2001年索尼電腦娛樂在香港舉辦的【"PlayStation 2" EXPO】，源於2001年12月，PlayStation 2登陸亞洲市場。2002年，亞洲遊戲展首次舉辦，PlayStation 2 EXPO以後每年亦成為亞洲遊戲展的主要展館。屬於香港以至東南亞最大的以消費者為主導的遊戲、數碼產品及科技展覽會。每年聖誕前後均在會展中心舉行，萬人空巷。2006年，累積參觀人數已超過100萬人。

## AGS之父
項明生是亞洲遊戲展的始創人。由2002年第1屆亞洲遊戲展到今年第11屆，項明生由騷前訪問、出席宣傳活動到Cosplay演出，都一一見到他瞓身演出。2002年香港等亞洲地區都未有Game Show，而政府銳意將香港轉型為創意中心，是六大支柱產業，香港實在很有條件舉辦一些大型遊戲展。當年唔想麻煩的話，其實再舉辦如PlayStation 2 Expo這類的Brand Show已足夠，但玩家只會塘水滾塘魚，冇辦法擴大市場，項明生因此便着手籌辦首屆AGS。

## 歷屆展覽

### 亞洲遊戲展2002
- 展期：2002年12月21日-12月26日
- 展場：香港會議展覽中心1B及1C號展廳
- 入場人次：大約150,000人次

因Sony Computer Entertainment Hong Kong Ltd. 於2001年在會展舉行的【"PlayStation 2" EXPO】獲得佳績，而香港政府亦有志把香港發展成為數碼港，於是舉行一個亞太區最大型的電子遊戲展，便以多元化的電子數碼娛樂為主題。而鄭秀文則成為「2002亞洲遊戲展大使」，以「CG神奇女俠」的造型主唱主題曲「神奇女俠」。

### 亞洲遊戲展2003
- 展期：2003年12月24日-12月28日
- 展場：香港會議展覽中心
- 入場人次：大約250,000人次

比上年更加盛大，參展遊戲包括來自Square Enix、Bandai、Namco、SCEI、Sega、EA、Capcom、Konami、Tecmo、Taito、From Software、Atari等，超過38款遊戲免費任玩。有「GT之父」之稱的山內一典先生來港，並首度公開GT4香港賽道，亦發售7款中文遊戲《跑車浪漫旅4序章版》（GT4 Prologue）、《火線危機3》（Time Crisis 3）、《死魂曲》（SIREN）、《女忍者》（Kunoichi）、《哈利波特：魁地奇世界盃》（Harry Potter: Quidditch World Cup ）、《魔戒：王者再臨》（The Lord of the Rings: The Return of the King）和 《榮譽勳章：突襲珍珠港》（Medal of Honor: Rising Sun）。「亞洲遊戲展大使」改為陳慧琳，以「火辣女車手」造型主唱主題曲「伶仃」，歌曲MV以PS2遊戲《跑車浪漫旅4》（GT4）為主題。

### 亞洲遊戲展2004
- 展期：2004年12月17日-12月19日
- 展場：香港會議展覽中心
- 入場人次：大約200,000人次

參展商比上年更多，包括Bandai、Capcom、D3 PUBLISHER INC. 、EA、ERTAIN、Entertainment Software Publishing Inc.、From Software、KOEI、Konami、MARVELOUS INTERACTIVE、NAMCO、SCEI、Sega、SNK Playmore、Square Enix、Taito 、Tecmo、Vivendi Universal、Genki等，有超過58款最新遊戲，其中有16款是全球率先試玩的未發售遊戲，超過150部遊戲機免費任玩。而SONY於場內公開試玩PSP，亦是東南亞首次公開。陳慧琳連任為「亞洲遊戲展大使」，以「中古女武士」造型主唱主題曲「情人戰」，歌曲MV以PS2遊戲《重生傳奇》（Tales of Rebirth）為主題，遊戲畫面亦出現在MV中。

### 亞洲遊戲展暨亞洲數碼娛樂展2005
- 展期：2005年12月24日-12月27日
- 展場：香港會議展覽中心1號展館
- 入場人次：大約300,000人次

PS3首次公開於日本以外的亞洲城市，亦於日本空運亞洲第一個《PlayStation 3 未來影院》，公開11款PlayStation 3遊戲影片，本年提供85款PlayStation 2、PSP遊戲免費試玩，35款是首次公開試玩的未發售遊戲。新增只限女性進入的女性專區「公主島」、「PlayStation 花車大巡遊」和「親子街」等等。古巨基接任為「亞洲遊戲展大使」，以「銀河獵人」造型主唱主題曲「明星」，歌曲MV以PS2遊戲《俠盜銀河》為主題，遊戲畫面亦出現在MV中。

### 2006亞洲遊戲展＋高清數碼秀
- 展期：2006年12月15日-12月18日
- 展場：香港會議展覽中心
- 入場人次：大約350,000人次

2006亞洲遊戲展+高清數碼秀之焦點落在PlayStation 3身上，並提供逾50多款合共249台PS3、PlayStation 2及PSP(PlayStation Portable) 遊戲免費試玩。而今年亦再次邀請到GT之父山內一典先生來港，展示跑車浪漫旅HD（Gran Turismo HD）內高清華麗的虛擬香港賽道。而為慶祝遊戲展踏入五週年，大會將舉辦「亞洲遊戲展五週年～狂熱電玩夜 Live Concert」，邀請到黃貫中、何超儀、Soler、許懷欣、Rosemary、 藍奕邦、Dear Jane等每晚表演，首晚「三國無雙夜」的入場費將為香港癌症基金會慈善籌款，而其餘兩晚(「Final Fantasy夜」以及「春麗之夜」)免費入場。大會委任郭富城為「亞洲遊戲展大使」，並以「颷極風之子」的超時空賽車手造型主唱主題曲「風之子」，歌曲MV以PS3遊戲「跑車浪漫旅HD」為主題，MV主女角熊黛林在片中和郭富城熱吻，擦出愛火花，成為當年最轟動的娛樂新聞。

### 2007亞洲遊戲展
- 展期：2007年12月22日-12月25日
- 展場：香港會議展覽中心7號展館
- 入場人次：大約400,000人次

2007亞洲遊戲展預期40萬人次入場。今年佔全場最大攤位面積是SCEH的PlayStation遊戲圍城，面積達16,000呎，場內有十多款首次讓公眾試玩遊戲軟件，並以最新高清電視播放PlayStation 3遊戲。因為今年是PlayStation在香港十週年，向場內的試玩遊戲人士派禮物。本屆的代言人為何韻詩與鄭秀文，二人合唱本屆主題曲《劍雪》。二人化身成為「星際女戰士」，在MV中兩人更大打出手。MV由全高清拍攝，可在PS3『HiTV』高清台欣賞高清主題曲及制作花絮等。

### 亞洲遊戲展2008
- 展期：2008年12月19日-12月22日
- 展場：香港會議展覽中心
- 入場人次：大約350,000人次

亞洲遊戲展2008於2008年12月在香港會議展覽中心Hall 1舉行，今年的PlayStation遊戲展覽館，會特別設計成為一個佔地15,000呎的減壓遊戲空間，整個PlayStation遊戲展館會化身成為一個巨大的Spa。本屆的代言人為楊千嬅，本屆主題曲為楊千嬅以PS3遊戲《小小大星球》（LittleBigPlanet）為主題的《當女飛俠愛上萬能俠》。

### 亞洲遊戲展+香港網絡遊戲節 2009
- 展期：2009年12月24日-12月27日
- 展場：香港會議展覽中心 5號廳 FG
- 入場人次：大約450,000人次

亞洲遊戲展x 香港網絡遊戲展2009於2009年12月在香港會議展覽中心5號廳 FG舉行，本屆的代言人為容祖兒，她化身成為「太空金屬女郎」唱出本屆主題曲「桃色冒險」，MV內的祖兒穿梭於古今遊戲世界內載歌載舞 。

### 亞洲遊戲展2010
- 展期：2010年12月24日-12月27日
- 展場：香港會議展覽中心 5號廳 FG

亞洲遊戲展2010將於本年12月在香港會議展覽中心5號廳 FG舉行，今年大會將以「破框震撼‧3D體感遊戲」為主軸，現場設有多款遊戲示範，讓入場人士可率先體驗市場上最新的體感遊戲産品。本屆的代言人為陳冠希，他將演唱本屆主題曲「Man in the mirror」，在歌中他首次披露兩年來的心路歷程。今屆錄得共453,000進場人次，暫時是歷屆最高入場紀錄。

### 亞洲遊戲展2011
- 展期：2011年12月23日-12月26日
- 展場：香港會議展覽中心 5號廳 FG

本屆則由Twins擔任活動大使，唱出主題曲《上陣》。MV的Twins則在PS3遊戲裡穿梭。當日入場人次達11萬，累積入場人次達47.2萬，女性入場人數佔3成。是至今最高入場人數的一次

### 亞洲遊戲展2012
- 展期：2012年12月21日-12月23日
- 展場：香港會議展覽中心 5號廳 FG

## 各年代言人
2007年首次有兩位大使。2010年主題曲首次為國語歌曲。
- 2002 鄭秀文 -《神奇女俠》
- 2003 陳慧琳 -《伶仃》
- 2004 陳慧琳 -《情人戰》
- 2005 古巨基 -《明星》
- 2006 郭富城 -《風之子》
- 2007 鄭秀文、何韻詩 -《劍雪》
- 2008 楊千嬅 -《當女飛俠愛上萬能俠》
- 2009 容祖兒 -《桃色冒險》
- 2010 陳冠希 -《Man In The Mirror》(國)
- 2011 Twins -《上陣》

## 外部連結
- 亞洲遊戲展官方網頁 （页面存档备份，存于）（繁體中文）